# Папес
Па́пес (латыш. Papes ezers, Pāpes ezers) — зарастающее лагунное озеро Приморской низменности на западном побережье Латвии, находится в пределах территории Руцавской волости в Южно-Курземском крае. Относится к бассейну Балтийского моря. Площадь озера составляет 12,05 км². Средняя глубина — 0,5 м. Количество островов, в зависимости от уровня воды, варьируется от 5 до 12.
В 1834 году озеро Папес было соединено с Балтийским морем. Из растительности распространены такие виды как: Potamogeton pectinatus, Nymphaea alba, N. candida, Cladium mariscus, Scorpidium scorpioides.